# Obregón FC
Obregón Fútbol Club, znany najczęściej jako Obregón – meksykański klub piłkarski z siedzibą w mieście Ciudad Obregón, w stanie Sonora. Obecnie gra w Segunda División de México (III szczebel rozgrywek). Domowe mecze rozgrywa na obiekcie Estadio Manuel Piri Sagasta, mogącym pomieścić tysiąc widzów.